# Fonogram
Fonogram är även skrivtecken som förmedlar ljudvärden, i kontrast till idéer (logogram).

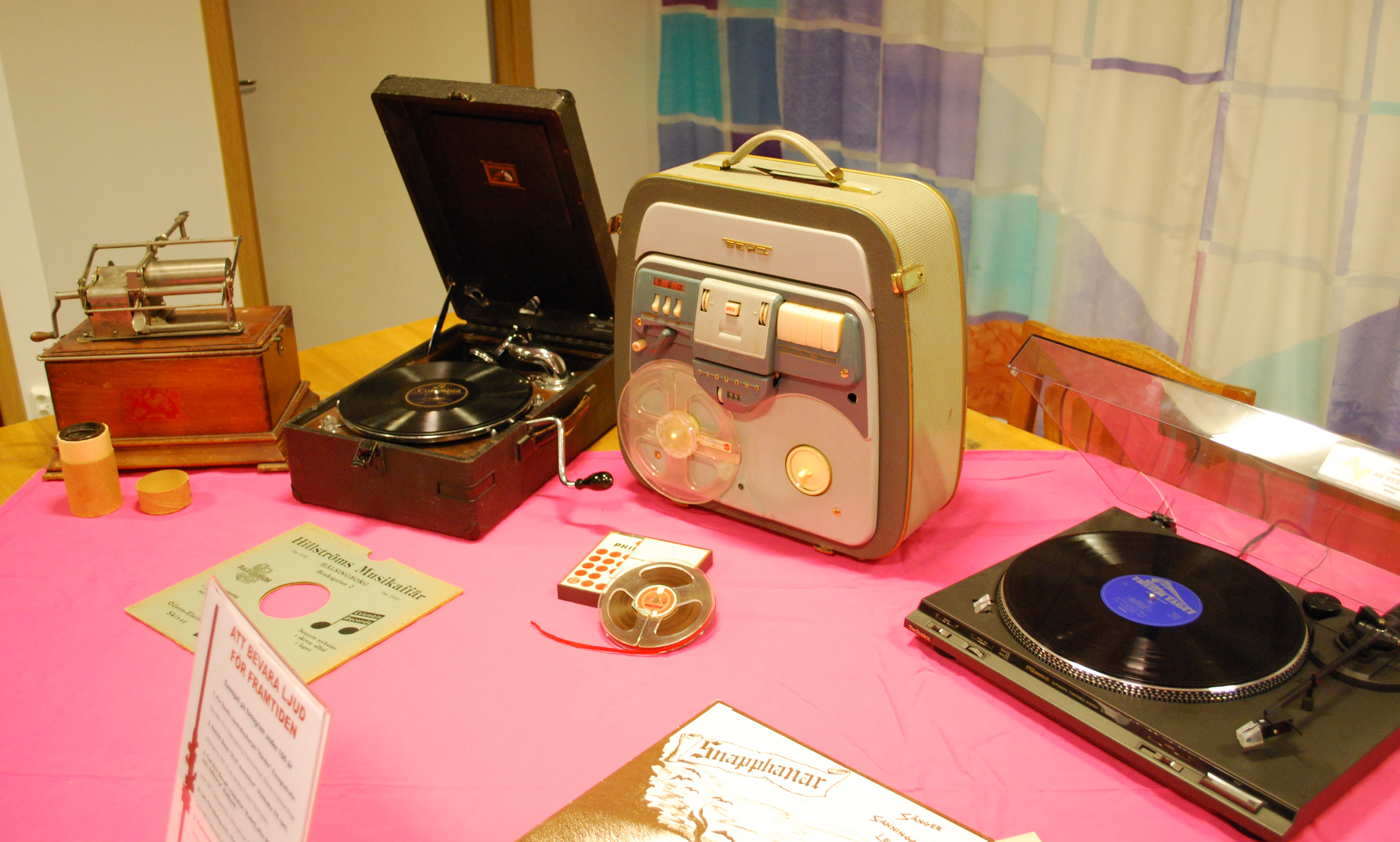
Fyra typer av fonogram med tillhörande uppspelningsapparater. Från vänster: fonografcylinder med fonograf, 78-varvare med vevgrammofon, rullband med rullbandspelare och LP med skivspelare. Bild från utställningen "Att bevara ljud för framtiden" vid Arkivens dag på Arkivcentrum Syd i Lund, november 2012.

Ett Fonogram (av de grekiska orden för ljud respektive skrift) är en ljudinspelning, men används även i överförd betydelse som samlingsbenämning för olika media på vilka ljud har spelats in (lagrats) och kan avlyssnas. Termen, vilken även används i lagtexter och liknande sammanhang, lanserades internationellt i de upphovsrättsliga reglerna i Romkonventionen 1961 och slog igenom i Sverige 1971 med Konsertbyråutredningens betänkande Fonogrammen i musiklivet (SOU 1971:73). 

## Exempel på medier som kan lagra fonogram
- Fonografcylinder
- Grammofonskiva (78-varvare, LP, EP, singelskiva)
- CD
- CD-R
- Rullband
- Kassettband
- MP3-minnen
- DVD
- Blu-ray Disc

Inspelningsbara media är eller bär ett fonogram bara om något lagrats på dem. En oinspelad CD-R är alltså inte ett fonogram. 